# Julio César Falcioni
Julio César Falcioni, né le 20 juillet 1956 à Buenos Aires ( Argentine), est un ancien footballeur international argentin, devenu par la suite entraîneur.

## Biographie

### Carrière en clubs
Cet ancien gardien de but révélé à Vélez Sársfield réalise la grande majorité de sa carrière à l'América de Cali, en Colombie, dont il porte le maillot de 1981 à 1989 et avec lequel il remporte cinq titres de champion consécutifs entre 1982 et 1986. 

### Carrière en sélection argentine
En 1989 et 1990, il est sélectionné à deux reprises en équipe nationale par Carlos Bilardo et prend part à la Copa América 1989, alors qu'il s'apprête à terminer sa carrière dans son pays, à Gimnasia La Plata puis dans son club formateur.

### Carrière d'entraîneur
À la fin des années 1990, il est nommé entraîneur de Vélez Sarsfield, puis occupe les bancs de nombreux clubs argentins dans les années 2000 (Olimpo de Bahía Blanca, Banfield, qu'il mène au titre de champion d'Argentine Apertura en 2009, Independiente, Colón de Santa Fe, Gimnasia y Esgrima La Plata). 
En 2010, il est nommé à la tête de Boca Juniors. Sous sa direction, le club conquiert le titre de champion d'Ouverture 2011, avec aucune défaite et seulement 6 buts encaissés sur le semestre. Son contrat arrivant à terme à la fin du mois de décembre 2012, il est remplacé par son compatriote Carlos Bianchi.
Le 19 décembre 2018, il est nommé manager du Club Atlético Banfield (D1 Argentine).